# Drosophila antillea
Drosophila antillea är en tvåvingeart som beskrevs av Heed 1962. Drosophila antillea ingår i släktet Drosophila och familjen daggflugor.
Artens utbredningsområde är Västindien.